# 대운교통 (서울)
대운교통(大雲交通)은 서울특별시의 마을버스 업체이고, 본사는 서울특별시 강서구 개화동 강서공영차고지 내에 있다.

## 주요 연혁
- 1997년: 강서구 마곡동 237-4번지에서 강서교통(江西交通)이라는 상호로 회사 설립.
- 2004년 6월 18일: 당시 금천구의 마을버스 회사인 신곤마을버스(훗날 신곤운수, 현 성수여객)와 통합하여 본사를 기존 신곤마을버스 본사 및 차고지인 금천구 독산동 708번지에 두고 대운교통(大雲交通)이라는 상호로 통합 설립하였다. 기존 강서교통 본사 및 차고지는 강서지점이 되었다.
- 2004년 7월 1일: 서울시내버스 개편으로 전환 시내버스 회사로 전환과 함께 기존 강서교통 소속 마을버스 강서마을 5번은 지선버스 6655번(현 마을버스 강서05번) 승격하였다.
- 2005년 11월 16일: 기존 신곤마을버스 노선인 지선버스 5537번, 5631번, 5632번 등이 마을버스 금천05번, 금천06번, 금천07번으로 각각 강등되면서 신곤운수로 분리독립시켰다. 동시에 대운교통은 원버스에 흡수합병되었다.
- 2007년 4월 23일: 원버스에서 지선버스 6655번이 마을버스 강서05번으로 강등과 함께 분리독립하여 현재의 상호로 재창립하였다.
- 2016년 4월 1일: 마을버스 강서05번을 분리해서 강서05-1번 신설

## 운행 노선
- ● 강서05번: 발산역 - 강서농수산물시장 (구 강서마을 5번, 6655번)
- ● 강서05-1번: 강서면허시험장 - 마곡나루역 (2016년 4월 1일 신설)

## 미운행 노선
아래 노선들은 2005년 11월 16일에 마을버스로 전환되어 신곤운수가 운행하게 되었다.
- ● 5537번 (현재의 금천 05번)
- ● 5631번 (현재의 금천 06번)
- ● 5632번 (현재의 금천 07번)

## 보유 차종
- 비야디 자동차: BYD eBus-9
- 현대자동차: 뉴 슈퍼 에어로시티, 현대 그린시티, 현대 일렉시티 타운
- 황해버스: 황해자동차 E-SKY 9